# Oskar von Weiß
Karl Wilhelm Oskar Weiß, ab 1888 von Weiß, (* 20. Mai 1838 in Langensalza; † 14. November 1901 auf dem Rittergut Rostin bei Soldin) war ein deutscher Verwaltungsbeamter, Rittergutsbesitzer und Parlamentarier.

## Leben
Oskar von Weiß war der Sohn des Fabrikbesitzers Emil Weiß (* 14. Oktober 1797 in Langensalza; † 1859 ebenda) und der Maria Schweitzer (* 6. Mai 1810; † 7. Juli 1892 in Langensalza). Er studierte Rechts- und Staatswissenschaften an der Universität Bonn und der Friedrich-Wilhelms-Universität Berlin. 1860 wurde er Mitglied des Corps Palatia Bonn. Nach Abschluss des Studiums und Promotion trat er in den preußischen Staatsdienst ein. 1866 nahm er seinen Abschied als Regierungsassessor und verwaltete seitdem sein Rittergut Rostin bei Soldin. In der Preußischen Armee erreichte er den Dienstgrad Rittmeister. Er war Kreisdeputierter und Mitglied des Kreisausschusses. Ende 1879 wurde er zum Landrat des Landkreises Soldin ernannt. Das Amt hatte er bis zu seinem Tod Ende 1901 inne. Im gleichen Jahr wurde er als Abgeordneter des Wahlkreises Frankfurt 2 (Landsberg, Soldin) in das Preußische Abgeordnetenhaus gewählt. Er gehörte der Faktion der Konservativen Partei an. Am 2. März 1880 verlor er sein Mandat aufgrund Beförderung. Am 5. Mai 1888 wurde Weiß in den preußischen Adelsstand erhoben.
Oskar von Weiß war zweimal verheiratet, zuerst mit Anna von Flemming, dann mit Kathinka von Wedel-Zernikow. Aus erster Ehe stammt die Tochter Margarete von Weiß, die später mit dem Landrat Konrad von Sydow verheiratet war. Aus zweiter Ehe stammen die Töchter Elisabeth, verheiratet mit dem pommerschen Gutsherrn Hermann von Somnitz-Goddentow, ebenfalls Landrat, und Ehrenritter des Johanniterordens, sowie die Tochter Maria, die den aktiven Offizier im Rathenower Husaren-Regiment Nr. 3 Bernhard von Goßler heiratete.